# 查理·羅伯森
查爾斯·庫伯森·羅伯森（英語：Charles Culbertson Robertson, 1896年1月31日—1984年8月23日），為美國職棒大聯盟的投手。先後待過白襪、布朗與勇士三隊。他最廣為人知的事蹟就是在1922年投出大聯盟史上第5場完全比賽。在1919年出賽至少一場的白襪隊球員中，他是最長壽的一位，他於1984年逝世。
1919年，23歲的羅伯森登上大聯盟。他生涯僅投出49勝80敗，他每個球季的個人勝率都未達到5成過。

## 完全比賽
1922年4月30日，這僅僅是羅伯森在大聯盟的生涯第4次先發。他在客場面對底特律老虎隊投出了大聯盟史上第5場完全比賽。他也是史上首位在客場投出完全比賽的球員。當時老虎隊的先發打線還有泰·柯布和哈利·海爾曼兩位未來的名人堂球星，結果面對一個菜鳥投手完全被壓制住打線。羅伯森投出完全比賽之後，直到34年後的唐·拉森才又達成此成就。
然而經過這場勝利之後，羅伯森經歷了諸多傷痛，他在1926年被交易到布朗隊，1927年則待在勇士隊，1928年退休。1984年8月23日，高齡84歲的羅伯森去世。

## 退休之後
1956年10月14日，羅伯森登上了一個美國節目What's My Line?。而在6天前，唐·拉森才在1956年世界大賽中投出完全比賽。

## 外部連結
- 球員資訊和成績在MLB，ESPN，Baseball-Reference，Fangraphs（英文）

| 前任： 艾迪·喬斯 | 投出完全比賽的投手 1922年4月30日   | 繼任： 唐·拉森      |
| 前任： 華特·強森 | 投出無安打比賽的投手 1922年4月30日 | 繼任： Jesse Barnes |